# Lijst van naamdagen - januari
Hieronder staan de naamdagen voor januari.
| Dag        | Heilige | Voornaam |
| ---------- | --- | --- |
| 1 januari  | Maria, moeder van Jezus Christus | Maria, Marie, Mary, Maaike, Marjon, Ria |
| 2 januari  | Basilius de Grote Gregorius van Nazianze Gaspar Bufalo Karel Schilling                                                                                            | Bas, Basiel, Basilius Gregor, Greg(or)y, Gerard, Joris, Jorina Casparina, Cas, Casper, Gaspard, Gasparin, Jasper, Jaspert, Jesprina, Kas, Kaspara, Kepper Carl, Carla, Charline, Charley |
| 3 januari  | Adalardus Bertilia Florentius van Wenen Genoveva van Parijs | Adalard, Allart, Allard Bert, Berthilide Flo(o)r, Flore, Florus, Fleur Geneveva, Geneviève, Gina, Ginette, Veva, Ginetta, Gena |
| 4 januari  | Betty Ann Bayley Seton Sint-Rigobert Sint-Veerle | Betty, Beth, Elisa, Elisabeth, Ella, Els, Lise, Lisa, An, Ann, Anne, Anna, Annie, Annemie(k)(e) Rigo, Rijbrecht, Robert(o) Veerle, Faraïlde, Faralde |
| 5 januari  | Emiliana John Neumann Simenon de Styliet Karel Houben | Emelie, Emiliana, Emiliene, Emilienne, Emily, Emmy John(ny), Joe, Johan Simenon, Simon, Simone, Mon, Siemen, Siemon, Symke Karla |
| 6 januari  | Balthazar Caspar Melchior Melanius Geertrui van Oosten | Balthazar, Balte, Balthos Caspar, Casper, Jasper(ina) Mel(chior), Melchert, Melzina Melanie Gertrude, Trui |
| 7 januari  | Sint-Luciaan Raimund van Penyafort Sint-Tillo (of Tilman) Jeanne Haze Reinold van Keulen                                                                          | Luciaan, Lucien, Lucienne, Lucie, Luciano Raymond, Ramon, Raymonde, Reimunde (en alle variaties) Tijl, Tilly, Hilonius, Tiele, Til, Thijmen, Tiemen, Tijmen Hanne, Jo Régi, Regilio, Rein, Reinhold, Reinko, Reinoud, Reinout, Ren, Renaldo, Renaud, Rendy, Renold                                                                  |
| 8 januari  | Sint-Egmont Erhard van Regensburg Goedele Peggy Severijn Frodobert van Troyes                                                                                     | Egmond, Egmont, Egmund Erhard Goedele, Gudula, Gudila, Goedie, Goele Peggy, Meg, Mitte, Peg Severien, Severijn Frodo |
| 9 januari  | Sint-Julien Alix Le Clerc Florimond Marcelien Gregorius X Paschasia van Dijon                                                                                     | Jill, Jules, Julien, Juliaan, Julie Adelaïs, Adelheid, Adelissa, Aleydis, Alicia, Alice Flor Marcel Gregg Pascale, Pascalle, Pasqualina |
| 10 januari | Paul van Thebe Guillaume van Bourges Florida | Paul(us), Paolo, Paula, Paulette, Pauline Willem, Guillelmine, Wilhelm, William Florien |
| 11 januari | Theodosios Vital van Gaza Dankaard van Veurne Salvius Honorata | Theo Vital, Vitalis, Vidal Danko Salvia Honoré, Honorine, Nora |
| 12 januari | Tatiana van Rome Caesaria van Arles Antonius-Marie Pucci | Tanja, Tatiana, Tatjana, Tanjana, Tanya, Tatienne Cesar, Cesarina Antonie, Anton, Teun, Tone, Tony |
| 13 januari | Leontius Ida Veronica Yvette van Hoei Remigius | Léonce, Leontina, Leontine Ida Vera, Veronica, Veronique, Verona, Veroni Yvette, Yvonne, Ivo, Yvo Rehm, Remco, Remeis, Remi, Rémi, Remko, Remy, Rémy |
| 14 januari | Hilarius van Poitiers Heilige Nina (van Georgië) Felix van Nola Petrus Donders                                                                                    | Hilaire, Hillary, Ilarien Anna, Katarina, Nina Felix, Felicia, Félice, Féline Petrus, Peter, Peer, Pieter, Piet |
| 15 januari | Maurus Britta Macarius Tarcisia Ablebert Rachel Arnold Janssen Ita van Killeedy Bonitus van Clermont                                                              | Maurice, Maurus, Maura Macaire, Kari Britt(a), Brith, Britney, Birgit, Brigitta, Brigitte Tarcis, Tharcisse Abel, Bertha, Brecht Rachel, Rachael, Rachelle, Rachida, Racquel, Rahiela, Raila, Raili, Raquel Arnold, Aarnout Idi, Idske, Iet, Ita, Itske, Jetske, Jitske, Trisha, Deirdre Bonno, Bono                                |
| 16 januari | Paus Marcellus I Priscilla Berard Honoratus van Arles | Marcel, Marceau, Marcelis, Marcellinus, Parcel, Selis, Wil(lem), William, Will(y), Wim Priscilla, Pricilla, Priska, Prisca, Cilla Bernard Honoria, Honorina, Honorée, Norah |
| 17 januari | Sint-Antonius Leonilla Roseline | Anthony, Antonius, Antoine, Antoin, Anton, Antoon, Antonides, Antonis, Antheunus, Antonie, Antonio, Antonia, Teun, Toon, Toine, Ton, Toni, Tonnie, Tonny, Tony, Twan Léonile, Leoni, Leonie, Léonie, Leonis, Leontia, Leontien, Leontine, Leona, Leon Rosaline, Rosalie, Rosalinda, Rosa                                            |
| 18 januari | Prisca van Rome Liberd Orion Zuster Faustina Margaretha van Hongarije                                                                                             | Prisco Liebert, Liebrecht, Lyberthe Orion Faustina, Faustijn, Faustine, Faust Margriet, Griet |
| 19 januari | Marius Pia | Marius, Maaike, Maire, Mar, Mari(s), Mario, Martha, Marjo, Mary, Miet, Maren, Molly, Polly Pia, Pio, Pie |
| 20 januari | Fabiaan Sebastiaan Disdir Fechin Smeralda Calafato | Fabia(a)n, Fabio, Fabien(ne), Fabiola Sebas(tia(a)n), Sebastien, Bas, Bastia(a)n, Janiek Didier, Désirée, Dees Feia, Feike, Feiko, Feja, Fijgien Esmaralda, Esmeralda, Esmery, Esmiralda |
| 21 januari | Agnes Gregoria | Agnes, Agnete, Agneta, Agniet, Ines, Inez, Nita, Agnieszka, Angenietje, Angenita, Ienke, Inas, Ineke, Neta, Nieske, Nieten, Noeni, Senja Greg, Gregoria, Jorina, Gregory, Jerina, Joren, Joris, Jorita |
| 22 januari | Vincentius van Valentia3 Walter van Bierbeek & Walter van Zande Anastasius                                                                                        | Vincent, Vin(ce), Cente, Sent, Vincente, Vince Gauthier, Walda, Walter, Waldo, Walt, Wout, Wouter Anastasia |
| 23 januari | Barnard Klemens Emerentiana Hildefonds | Barnard, Berend, Nard, Bernhard Clement, Klement(ien) Emerence, Emerentia, Amarins, Emerencia, Emmeke, Emmy, Renske Hilda, Hilde, Hildegard, Fons, Ildefons |
| 24 januari | Hendrik de Weyts van Beernem Franciscus van Sales Kadoc Ebertram (Bertrand) Arno Xenia van Mylasa Maria; Onze Lieve Vrouw van de Vrede (Nuestra Señora de la Paz) | Dirc, Dirk, Hendrik Francis, Frans, Frank, Cies, Cis, Sus Kadoc, Cedric Ebert, Ebeth, Egbert, Everbert Arnold Xenia, Oksana, Eusebia, Xene Pax, Paceline, Pacella |
| 25 januari | Bekering van Paulus Poppo van Deinze Juventinus Marinus Adelvina                                                                                                  | Paola, Paolo, Paul, Paula, Paulette Poppo, Popje, Poppeline Juvence Marijn, Rinus Alewijn, Alvine |
| 26 januari | Timotheus Titus Paula Alberik Viktorina | Tim, Timmy, Tom, Timo, Thijmen, Timothy Titus, Titiaan Paulette, Paola, Paule, Paulien, Pauliene, Paulijn, Paulina, Pauline, Plinneke, Pola Briek Viktoria |
| 27 januari | Angela Merici Devota Kandida Theoderik Juliaan | Angela, Angele, Angel, Angèle Devotina Candide, Kandida, Candice Theodo(o)r, Door, Dora, Doris, Dorus, Teddy, Theo, Theodora Julian, Julia, Julien |
| 28 januari | Karel de Grote Manfred Thomas van Aquino Pierre Nolasque Paulijn van Aquileia Amadeus van Lausanne                                                                | Karel, Karl, Karlijn, Carlijn, Karla, Carlos, Charlotte, Carolien, Carel, Carl, Carlo, Carolos, Carolus, Charles, Charley, Charlie, Jarl, Karl, Karol Manfred, Manfredo Thomas, Tom, Tommie, Tommy Pierre, Peter, Pieter, Pedro Paulijn, Pauline Amade, Amadeo, Amadeus, Amedee, Amedeus, Amias                                     |
| 29 januari | Gildas Valerius Sabiniaan Konstant Julianus de Herbergzame | Gilda, Egied, Gilida, Gilles, Gillis Vareer, Valeria, Valeska, Valéri, Valeri Sabine Stan(t) Julian, Julia, Julien, Juliën |
| 30 januari | Aldegondis Hyacinth Martina Hippoliet Mutien-Marie Wiaux Savina Bathildis                                                                                         | Gonnie, Alegonde, Adelgonde, Algonda, Adelgondis, Aldegonda, Allegonda, Gonda, Gonneke, Gonnie, Gonny Hyacinth, Cindy, Cunthia, Jacinth(a), Jacinta Mart, Martha, Martine, Tine, Tieneke, Maarten, Mattie, Maartje, Martzen, Meerten Pol(leke) Mutien Bien, Savine Bodil                                                            |
| 31 januari | Johannes Bosco Marcella Ludovika Ulfia van Amiens Veronus van Lembeek                                                                                             | Jo, Joanna, Johannes, Johan, Jan, Janneken, Jannes Marcella, Marcia, Marcel Louis(s)e, Wiske, Lodewijk, Lodewika, Fieke, Gieneke, Gina, Gine(ke), Giny, Lodewica, Loek(ey), Loes, Lois(e), Loïs, Lou, Louisa, Loyce, Ludie, Malou, Milou, Weike, Wiedja, Wieke, Wies(je), Wieteke, Wikke, Zaza, Zazie Ilva, Ilvy, Ylva Frone, Véron |

1. Nieuwjaar
2. Driekoningen
3. Beschermheilige van de wijnbouwers

januari · februari · maart · april · mei · juni · juli · augustus · september · oktober · november · december